# Sassafrasolie
Sassafrasolie er en æterisk olie som findes i sassafrastræet (Sassafras albidum). Sassafrasolien findes i størst mængde i træets rødder, som består af ca. 2 % olie. Hovedbestanddelen af olien er forbindelsen safrol, som giver olien sin karakteristiske lugt. Udover safrol indeholder olien også kamfer, eugenol og alfa-pinen.
Sassafrasolie blev tidligere brugt som tilsætningsstof i fødevarer, te og i den amerikanske drik root beer. Dette er dog ikke længere tilladt, da stoffet mistænkes for at være mildt kræffremkaldende. Sassafrasolie har endvidere været brugt i parfume og sæber.
Medlemslandende i EU har haft forskellige regler for brug af og kontrol med sassafrasolie. Nogle steder blev det betragtet som en blanding der indeholder safrol, mens andre lande betragtede det som et naturprodukt. I sidstnævnte tilfælde skal der ikke føres kontrol med produktet. I et forsøg på at mindske ulovlig fremstilling af narkotika ud fra naturprodukter indførtes i 2002 harmonisering af kontrol med og overvågning af disse stoffer i EU.